# ماريكو شينودا
ماريكو شينودا (باليابانية: 篠田麻里子) هي عارضة وعارضة أزياء ومغنية وممثلة يابانية، ولدت في 11 مارس 1986 في اليابان.

## وصلات خارجية
- ماريكو شينودا على موقع IMDb (الإنجليزية)
- ماريكو شينودا على موقع ميوزك برينز (الإنجليزية)
- ماريكو شينودا على موقع قاعدة بيانات الفيلم (الإنجليزية)